# 광명 자이더샵포레나
광명 자이더샵포레나는 광명1R구역 주택재개발 정비사업으로 들어서는 아파트 단지이다.

## 개요
28개동 3,585가구 규모로 들어선다.